# Квинт Помпей Трион
Квинт Помпей Трион (на латински: Qintus Pompeius Trio) е сенатор на Римската империя през 1 век.
През 80 г. той е суфектконсул с неизвестен колега.